# Влад, Роман
Роман Влад (итал. Roman Vlad; 29 декабря 1919, Черновицы — 21 сентября 2013, Рим) — итальянский композитор и музыковед румынского происхождения. В 1938 г. эмигрировал в Италию, в 1951 г. оформил итальянское гражданство.

## Биография
Окончил Национальную академию Санта-Чечилия в Риме (1942) под руководством Альфредо Казеллы. В 1943 г. удостоен Премии Энеску как композитор (за Симфониетту). Среди последующих произведений Влада — Сюита из рождественских песнопений Трансильвании, Медитации над старинной русской песней (итал. Meditazioni sopra un antico canto russo), концерты для фортепиано, гитары, арфы с оркестром (все три программные), четыре балета, камерные и вокальные сочинения. Кроме того, Влад писал музыку к кинофильмам — в частности, к фильму Рене Клера «Красота дьявола» (1949).
Как музыковед Влад опубликовал монографии о Луиджи Даллапиккола (1957) и Стравинском (1958), «Историю додекафонии» (1958) и др. Позднее он выпустил более популярные книги «Введение в музыкальную культуру» (итал. Introduzione alla civiltà musicale; 1988) и «Понимать музыку» (итал. Capire la musica; 1989).
В разные годы Влад занимал различные ответственные посты: в 1955—1958 и 1966—1972 гг. он был художественным руководителем Римской филармонии, а с 1994 г. является её президентом, в 1973—1989 гг. возглавлял Оркестр Туринского радио, и т. п.
В 1991 году удостоен присуждаемой в Триесте Премии Святого Михаила за вклад в итальянскую музыку. Почётный доктор Бухарестского национального университета музыки (2001).